# Djemtë E Detit
Djemtë E Detit (w j. albańskim dosłownie „Chłopcy Morza”) – albańska rockowa grupa muzyczna założona w Lezha w 1990. 

## Historia
Zespół powstał w 1990 w miejscowości Lezha. Swój pierwszy większy występ miał podczas 30 Festiwalu Piosenki RTSH, gdzie zagrał utwór „Ëndrrat që për ty i thura". W 1997 ukazał się debiutancki album Izolimi Vdes, który wydano na kasecie. W 2009 ukazał się drugi album zatytułowany Epos.
W 2015, po długiej walce nowotworem, zmarł wieloletni wokalista zespołu Gentian Demaliaj.

## Dyskografia

### Albumy studyjne
- Izolimi Vdes (1997)[3]
- Epos (2009)[3]